# Parque nacional de las Cuevas de Libmanan
El Parque nacional de las Cuevas de Libmanan es un área protegida de las Filipinas situada en el Barangay Sigamot en el municipio de Libmanan, Camarines Sur, en la región de Bicol. Se centra en la enorme cueva de 2.856 metros de longitud, la décima cueva más larga en las Filipinas. El parque cubre una superficie total de 19,4 hectáreas a través de las tierras de labrantío montañosas de Libmanan, conocidas por albergar al menos 18  cuevas de piedra caliza de diferentes longitudes y formas.